# Tunísia nos Jogos Olímpicos de Verão de 1976
Durante os Jogos Olímpicos de Verão de 1976 em Montreal, Canadá, a Tunísia, junto com outros países, boicotou devido à participação da Nova Zelândia, que ainda tinha ligações esportivas com a África do Sul. 
Atletas de Camarões, Egito, Marrocos, e Tunísia competiram de 18 a 20 de julho antes de esses países desistirem dos jogos.

## Resultados por Evento

### Boxe
Peso Meio-médio
- Fredj Chtioui
  - Primeira rodada — Perdeu para NZL David Jackson (árbitro interrompeu a luta aos 2:06 do segundo round)

### Natação
200m livre masculino
- Ali Gharbi
  - Eliminatória — 1:55.82 (→ não avançou, 24º lugar)

100m livre feminino
- Myriam Mizouni
  - Eliminatória — 1:02.42 (→ não avançou, 38º lugar)

400m livre feminino
- Myriam Mizouni
  - Eliminatória — 4:43.11 (→ não avançou, 28º lugar)